# El tercer grado (programa de televisión)
El tercer grado fue un programa de entrevistas de TVE, presentado por Carlos Dávila y que se emitió en La 2 de TVE entre septiembre de 1997 y abril de 2004.

## Invitados
Al programa han asistido todo tipo de invitados, desde políticos hasta gente del mundo de la cultura, entre ellos se puede destacar: 
- Ministros: Mariano Rajoy, Josep Piqué, Ángel Acebes, Juan Carlos Aparicio, Ana Palacio, Jaime Mayor Oreja, Rodrigo Rato, Javier Arenas, Jaume Matas, Cristóbal Montoro o Pilar del Castillo.

- Presidentes autonómicos: Alberto Ruiz-Gallardón, Manuel Fraga, Pasqual Maragall, Ramón Luis Valcárcel, Jordi Pujol, Manuel Chaves o Eduardo Zaplana.

- Otras figuras políticas de relieve: Peter Caruana, Rosa Aguilar, Fernando Savater, Xosé Manuel Beiras, Enrique Múgica, Paulino Rivero, Adolfo Suárez Illana, Pío Moa,[2] Pedro Solbes, Julio Anguita, José Bono, Francisco Vázquez, Carlos Iturgaiz, Cándido Méndez, Teo Uriarte, Artur Mas, Nicolás Redondo Terreros, Ana Botella, Javier Rojo, Teófila Martínez, Juan María Atutxa, Rosa Díez, María del Mar Blanco, Carlos Totorika, Josep Antoni Duran i Lleida o María San Gil.

- Escritores: Camilo José Cela, Francisco Umbral, José Hierro o José Antonio Marina.

- Artistas: Alfredo Landa,[3] Raymond Carr, Luis del Olmo, Luis Aragonés, Curro Romero, Jesulín de Ubrique, Luis García Berlanga, Ana Duato, Joaquín Soler Serrano, Albert Boadella, Emilio Butragueño, Augusto César Lendoiro, Imanol Arias, Joseba Agirre Oliden, Joan Gaspart, Santiago Cañizares o Gustavo Pérez Puig.